# Vălani de Pomezeu, Bihor
Vălani de Pomezeu (în maghiară Papmezővalány) este un sat în comuna Pomezeu din județul Bihor, Crișana, România.

## Vezi și
- Biserica de lemn din Vălani de Pomezeu

 Acest articol despre o localitate din județul Bihor este deocamdată un ciot. Puteți ajuta Wikipedia prin completarea lui.